# 이토 마사요시
이토 마사요시(일본어: 伊東 正義, 1913년 12월 15일~1994년 5월 20일)는 9선 중의원 의원을 지낸 일본의 정치인이다.

## 생애
1913년 12월에 후쿠시마현 아이즈와카마쓰시에서 태어났다. 구제 아이즈 중학교와 구제 우라와 고등학교를 거쳐 도쿄제국대학(현 도쿄 대학) 법학부를 졸업했다. 졸업 후 농림성 관료가 되었지만 곧 중일 전쟁이 일어나자 흥아원으로 소속을 옮겼다. 이 시절 같이 일했던 사람들이 훗날 총리대신이 되는 오히라 마사요시와 통산상이 되는 사사키 요시타케다. 이후 중국에서 다시 일본으로 돌아왔지만 공습을 당해 집이 불타버려 한동안 오히라의 집에서 신세를 져야 했다.
전후에 농림성으로 복귀했다. 이때 농림상으로 있던 고노 이치로에게 굽히지 않고 자신의 소신을 전개하자 고노로부터 정치가를 하면 맞을 것 같다는 평을 받았다. 이후 농지국장과 수산청 장관을 거쳐 1962년에 농림사무차관을 역임하고 관료를 퇴직했다.
1963년 총선에 자유민주당 공천을 받고 후쿠시마현 제2구에 출마해 당선됐다. 당선 후 고노가 이끌던 춘추회가 아니라 친구인 오히라가 속해 있던 굉지회에 가입했다. 이때 굉지회의 회장이던 이케다 하야토는 이토에게 "자네는 이케다파에서 출마하겠다고 하지만 실제론 오히라파구먼"이라고 말했다.
1978년 오히라가 자유민주당 총재에 취임하자 이토는 자민당 재무위원장에 기용되었다. 1979년 10월 제2차 오히라 내각이 출범했을 땐 내각관방장관이 되어 처음 입각했다. 이 무렵 자민당은 다나카 가쿠에이의 목요 클럽과 오히라의 굉지회가 주류파로 군림했으며 비주류파인 후쿠다 다케오의 청화회와 미키 다케오의 정책연구회와 극심한 갈등을 빚고 있었다. 그 결과 1979년에 이어 1980년에도 내각 불신임 결의안이 중의원에서 통과됐다. 오히라는 이번에도 중의원 해산으로 맞섰고 양원 동시 선거가 시행될 예정이었다.
그런데 5월 30일 참원선을 공시하고 유세를 한 오히라가 부정맥으로 입원하게 되었다. 입원 기간 내각의 사무를 오히라는 이토에게 맡겼는데 6월 12일 오히라가 끝내 사망하였다. 오히라는 죽기 전에 이토를 내각총리대신 임시대리로 지명했기에 이토는 내각총리대신 임시대리에 취임하여 선거가 끝날 때까지 내각을 이끌었다. 같은 기간에 당무는 총재 대행이 된 부총재 니시무라 에이이치가 맡았다.
오히라의 사망으로 자민당은 동정표를 받아 유례없는 대승을 거두었다. 이후 누가 오히라의 후계자가 되어야 하는가를 놓고 당 내부에서 논의가 오고갔다. 가토 고이치나 호리우치 미쓰오 등 파벌내 소장파 의원들은 이토를 후계 총재로 추대하고자 했으나 이토는 이에 소극적인 태도를 보였다. 그 사이에 오히라와 동맹 관계에 있던 다나카는 굉지회의 넘버 2인 스즈키 젠코를 후임 총재로 옹립했다.
스즈키는 오히라의 오랜 맹우이자 내각의 넘버 2로 있던 이토에게 입각을 권했다. 이토는 이를 고사했으나 결국 스즈키의 요청을 받아들여 외무상이 되었다. 1981년 5월 일미정상회담의 공동성명에 대해 이토는 일미 동맹은 당연히 군사 동맹의 성격을 가진다고 국회에서 답변했지만 스즈키는 일미 동맹은 군사 동맹이 아니라고 답변해 혼란을 초래했다. 심지어 총리부와 외무성은 성명문을 둘러싸고 갈등을 벌이는 등 혼란이 가중됐다. 이에 이토는 각료간담회에서 이번 소동은 자신의 잘못이라며 사과했고 책임을 지는 차원에서 외무상을 사임했다. 훗날 평론가 다와라 고타로는 이토가 "나는 당뇨병이 심하고 아내는 병약하다. 무리라고 거절했는데도 억지로 외무상을 맡게 되었다. 피렌체에서 열리는 회담에 관례대로라면 부부가 함께 가야 하지만 그럴 상황이 못 되는데 구실이 생겼으니 그만뒀다"라고 말했다고 주장했다. 후임 외무상은 후생상 소노다 스나오가 임명됐다.
스즈키가 물러난 다음 총재가 된 나카소네 야스히로가 1986년에 3선에 성공하자 이토를 자유민주당 정무조사회장으로 임명했다. 1987년에 다케시타 노보루가 총재가 된 뒤에는 자유민주당 총무회장이 되었다. 리크루트 사건의 여파로 다케시타가 물러나자 누가 후임 총재가 될지를 놓고 혼란이 일었다. 일각에선 부패 논란이 없던 이토가 후계자가 되어야 한다는 목소리가 있었지만 이토는 완강하게 거절했다. 대신 고토다 마사하루의 거듭된 부탁을 받아들여 자민당에 설치된 정치개혁본부를 지휘하게 되었다. 하지만 정치 개혁을 둘러싸고 당내의 대립이 이어졌고 가이후 끌어내리기 이후 집권한 미야자와 기이치는 정치 개혁에 소극적 태도를 보였다. 그리고 도쿄 사가와큐빈 사건이라는 또 다른 부패 스캔들이 터지고 말았다.
당내 상황이 악화될 때 이토의 건강도 악화되고 있었다. 결국 이토는 1993년 총선에 불출마하겠다고 선언한 뒤 정계를 은퇴했다. 그리고 그 해 선거에서 자민당은 창당 이래 처음으로 야당으로 전락하는 굴욕을 당했다.
자민당이 여당으로 복귀하는 것을 보기 전인 1994년 5월 폐렴으로 도쿄도의 자택에서 사망했다. 장례는 호센지에서 이루어졌고 맹우인 고토다가 조사를 읽었는데 그 내용은 "당신은 정치가 중에서 드물게 우직하고 청렴했다. 이런 자세를 관철한 것을 나는 산뜻하고 아름답다고 생각한다. 당은 그런 당신을 거북하게 여겼지만 그 청결함이야말로 지금의 정치에서 가장 중요한 점이라 여긴다"였다.

## 이야깃거리
오히라가 사망하기 전에 임시대리로 지정한 유일한 인물이 이토였기에 이토외에 내각총리대신 임시대리를 맡을 수 있는 사람은 없었다. 하지만 이토는 친구인 오히라가 죽었는데 내가 어떻게 임시대리를 하냐고 망설이다가 다나카 로쿠스케의 설득을 듣고 임시대리에 취임했다. 취임한 다음에도 주변의 권유를 모두 만류하고 절대 총리대신 집무실에 가지 않고 관방장관 집무실에서 업무를 봤으며 각의를 주재할 때도 총리대신 자리에는 앉지 않았다.
오히라에 대한 생각이 각별했기에 오히라를 죽음으로 몰고갔다고 할 수 있는 해프닝 해산을 초래한 후쿠다 다케오와 미키 다케오를 끔찍이도 싫어했다. 다케시타 노보루가 리크루트 사건으로 총재에서 물러난 뒤 후임 총재 후보로 후쿠다의 이름이 오르내리자 이에 강하게 반대하기도 했다.
한편 다케시타의 후임으로는 이토도 함께 거론되었다. 이때 이토는 "책의 표지를 바꿔도 내용을 바꾸지 않으면 의미가 없다"라며 고사했다. 이에 혹자는 "정치가에게 총리대신의 지위는 그 경륜을 실행할 수 있는 최고 자리인데 총리대신이 되지 않을 거라면 정치가란 도대체 무엇인가"라고 비판했지만 이토는 지병인 당뇨병이 심하고 다케시타가 정말 자신이 경륜을 실행할 수 있도록 해줄지도 의문이라 여겼던 것으로 보인다.
하지만 자민당의 금권정치와 조금도 연이 없는 정치인이었기에 이토는 자의반 타의반 총재 후보로 이름이 오르내렸다. 이토는 평소 생활도 청렴하여 한창 거품경제가 성장하던 무렵에도 집에 빗물이 샐 정도로 검소한 생활을 했다. 도쿄 사가와큐빈 사건 당시 자민당 간부들 중에서 돈을 받지 않은 건 이토와 와타나베 고조뿐이었다고도 한다. 다만 와타나베에게는 처음부터 금품 수수 시도가 없었다고 한다.

## 역대 선거 기록
|  | 14.3% |

|  | 14.9% |

|  | 26.3% |

|  | 16.9% |

|  | 15.5% |

|  | 17.6% |

|  | 25.7% |

|  | 19.7% |

|  | 23% |

|  | 22.8% |